# フロント・スープレックス

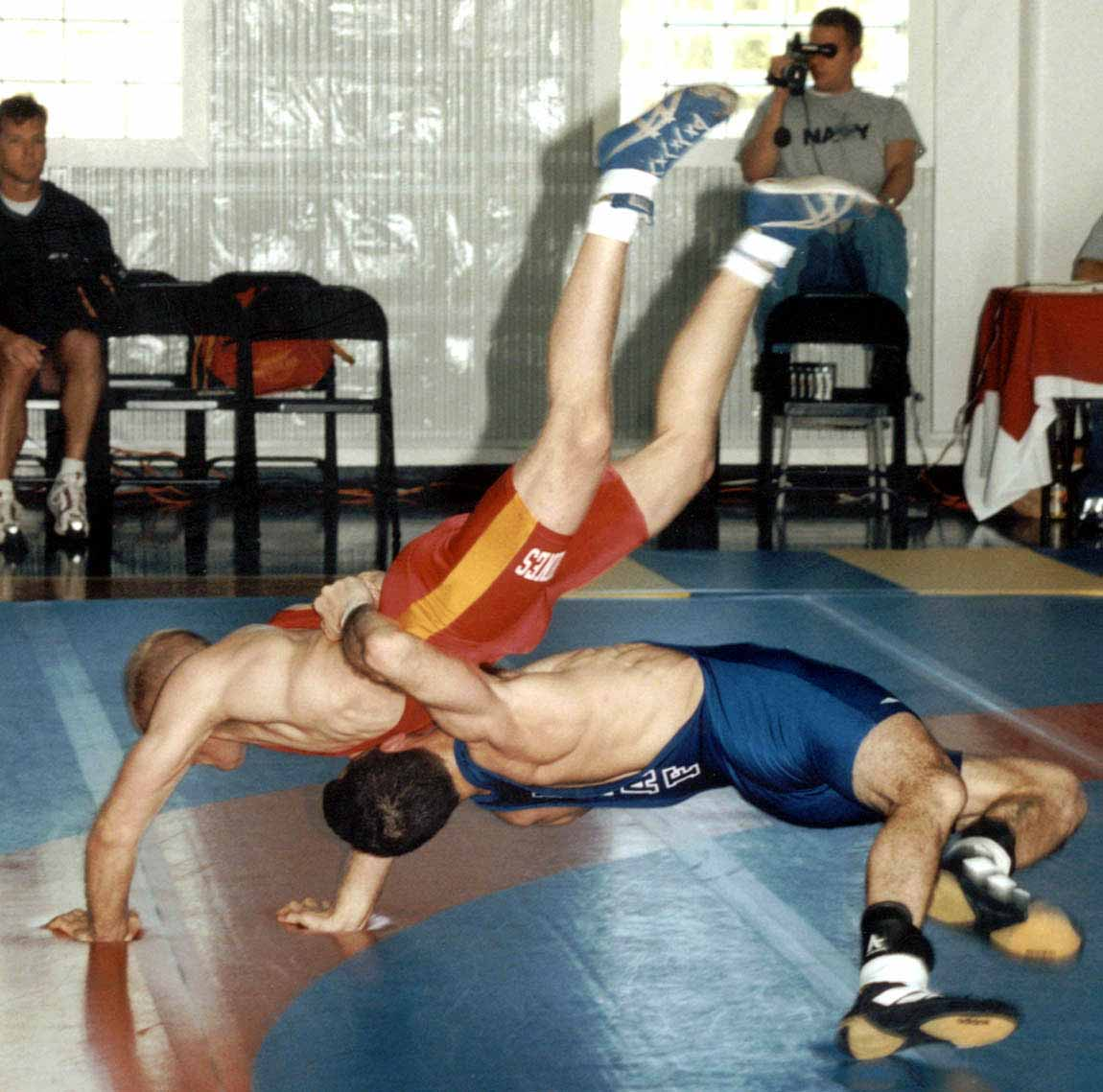
レスリングにおけるフロント・スープレックス。

フロント・スープレックス（Front Suplex）は、レスリングとプロレスで用いられる投げ技の一種である。アメリカ合衆国ではベリー・トゥー・ベリー・スープレックスとも呼ばれている。

## 概要
投げ方は正面から相手の両腋に自らの両腕を差し込み、腰周りを両腕で抱え込んで後方にブリッジして投げる。
レスリングにおいては、きれいに決まれば相手のサイドポジションを取れるが、失敗すれば相手にマウントポジションを奪われるリスクがある。
プロレスにおいてはレスリング出身の選手に使い手が多い。また、リック・スタイナーは雪崩式の第一人者である。マグナムTAのように横回転のような形でブリッジを利かさず横回転の投げ方をする選手もおり、この場合特にスープレックスの呼称を用いず、レスリングでの呼称であるベリー・トゥ・ベリー・スープレックスと呼ばれる場合が多い。

## 主な使用者
- ジャンボ鶴田
- 前田日明
- 谷津嘉章 - ワンダー・スープレックスの名称で使用。
- 馳浩
- 金本浩二
- 永田裕志
- 長与千種
- バズ・ソイヤー
- マグナムTA
- シェーン・ダグラス
- リック・スタイナー
- スコット・スタイナー
- ゲーリー・オブライト
- ケン・シャムロック
- オーエン・ハート
- ビクター
- ビル・ロビンソン
- ローラン・ボック

## 派生技

### スロイダー
相手の片腕を巻き込んだ状態で相手の胴を両腕で抱えて投げる。相撲の腹投に相当する。別名首反り投げ（くびそりなげ）。

### かんぬきスープレックス
向かい合った相手の両腕を自らの両脇に抱え込んで極める閂（かんぬき）の状態から後方へ90度捻りを加えて反り投げつける変形スープレックス。前田日明がマスターした12種類のスープレックスの中では、サルトと呼ばれていた。別名ソルト 
(sault) 、きめ反り。

### ダブルリストアーム・サルト
正面から相手の両手首を掴んだ状態で、相手の腋下に自らの頭を潜り込ませ、その状態のまま後方に反り返りながら相手を投げ、背面からマットへ落とす。曽相手を投げた状態のままブリッジを維持してフォールを奪うホールド式も存在する。

### ハーフリストアーム・サルト
相手の片腕を取り、その脇に自分の頭を入れ反り投げる。上記のダブルリスト・アームサルトの変形技。

### 水車落とし
ダックアンダー・スープレックスとも呼ばれている。ダックアンダーで相手に組み付き、相手を肩の上にうつ伏せ（相手の頭部が後方、足側が前方に向いた状態となる）で乗せる。そのまま後方へ倒れ込み、相手を背面からマットへ叩き付ける。レッグダイブからの連携で使用されることも多い。また、倒れたときの状態のままフォールするホールド式も存在。

### ノーザンライト・スープレックス
馳浩のオリジナル技。自分の頭を相手の腕の下に入れ、正面から相手の腕を抱え込むように腰に手を回し、そのまま後ろに投げる。

### 魔神風車固め
マシーン・スープレックスとも呼ばれている。平田淳嗣が「スーパー・ストロング・マシーン」と名乗っていた時期に考案したオリジナル技。片手で相手の片腕をハンマーロックに極め、もう片方の手で相手の首をフロントヘッドロックに捕らえ、後方へ反り投げ、ブリッジしたまま相手のクラッチを維持しつつフォールをする。ユニット「魔界倶楽部」所属時代は魔界風車固めという名前で使用した。丸藤正道はインプラントDDTの要領で垂直に落とす魔神風車を披露したことがある。

### ハンマーロック・スープレックス
KUSHIDAのオリジナル技。前傾姿勢の相手の左腕をハンマーロックの体勢で相手の背中で自身の左腕でクラッチし、相手の首をフロント・ヘッドロックの体勢で自身の右脇下に抱え込んだ状態で後方へ反り投げ、そのままブリッジしてフォールを奪うハンマーロック式変形スープレックス。

### サイクロラマ
マット・サイダルのオリジナル技。コーナーから雪崩式フロント・スープレックスのように後ろに反り投げ、クラッチを解かずに自分もろとも後方回転して叩きつける。